# Сборная Турции по футболу
Сбо́рная Ту́рции по футбо́лу (тур. Türkiye Millî Futbol Takımı) — национальная футбольная сборная представляющая Турцию в международных турнирах и встречах по футболу. Турция географически расположена преимущественно в Азии, имея при этом небольшую территорию в Европе, но является полноправным членом УЕФА. Крупнейшее достижение команды — 3-е место на чемпионате мира 2002. Также Турция заняла 3-е место на Кубке конфедераций 2003, 3-4 место на чемпионате Европы 2008.
По состоянию на 3 апреля 2025 года команда в рейтинге ФИФА занимает 27-е место, а в рейтинге УЕФА — 10-е.

## История

### Ранние выступления и первые турниры
Турецкая футбольная сборная ведёт свою историю с 1923 года, несмотря на то, что турецкие команды участвовали ещё на Олимпиаде 1896 года. Именно с Турцией в 1930-е годы сборная СССР чаще всего проводила товарищеские матчи. Официально Турция вступила в квалификационные раунды чемпионатов мира в 1950 году: тогда она в отборочном цикле обыграла Сирию 7:0 и завоевала путёвку в финальный раунд, но не смогла принять участие в турнире из-за финансовых проблем.
Турция квалифицировалась для участия в чемпионате мира 1954, пройдя в двухматчевом противостоянии Испанию. Первый матч турецкая команда проиграла испанцам 1:4, но победа в ответной игре 1:0 позволила проведение 3-го матча между этими командами — захватывающая и жёсткая игра завершилась со счётом 2:2, и место Турции в основном турнире было определено броском монеты. Туркам повезло оказаться в группе с высококлассными венграми и командой ФРГ, хотя из-за необычного формата турнира Турция так и не сыграла с Венгрией: команда проиграла 1:4 немцам, но затем разгромила сборную Республики Корея со счётом 7:0. В матче за право выйти из группы турки проиграли всё той же команде ФРГ со счётом 2:7.

### 1960-е — 1990-е
Несмотря на рост уровня национального чемпионата и хорошие показатели турецких клубов на европейской арене, 1960-е — неудачный период для сборной страны. В 1970-е Турция была середняком в отборочных турнирах к мировым и европейским чемпионатам, даже не имея особых шансов пробиться на эти турниры.
В 80-е (1984 и 1987) Турция потерпела самое крупное поражение в своей истории, проиграв дважды Англии 0:8. В рамках квалификационных игр к чемпионату мира 1990 лишь неудача в последнем матче оставила сборную Турции за бортом чемпионата, а вот в рамках отбора к чемпионату Европы 1992 турки вообще заняли последнее место в группе. Единственным их значимым выступлением в 1990-е была игра на чемпионате Европы 1996, где, однако, Турция проиграла все три матча, не забив ни одного гола.

### Успехи на Евро-2000 и ЧМ-2002

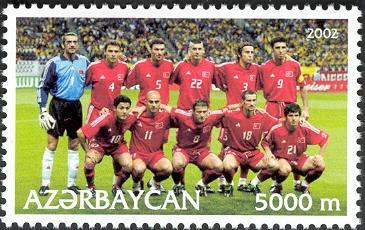
Сборная Турции, бронзовый призёр чемпионата мира-2002 на почтовой марке Азербайджана

Сборная Турции квалифицировалась на чемпионат Европы 2000 года после того, как заняла 2-е место в своей отборочной группе и победила в стыковых матчах Ирландию. В отборочном цикле Турция пропустила вперёд Германию, отстав от неё на 2 очка: домашней победы над Германией 1:0 не хватило на фоне очковых потерь в других встречах (в ответной встрече была ничья 0:0).
Отборочный цикл к Евро-2000 запомнился рядом происшествий. В июньской гостевой встрече против Финляндии (победа 4:2) после того, как турки отыгрались со счёта 0:2, на поле выскочили группа курдских и албанских футбольных болельщиков, скандировавших лозунги и нёсших портрет Абдуллы Оджалана. Игру пришлось остановить, чтобы вывести демонстрантов с поля, а финнов как хозяев матча оштрафовали за отсутствие должных мер безопасности, приведшее к скандалу с болельщиками. 
Сентябрьский гостевой матч против Молдавии прошёл при повышенных мерах безопасности: по неофициальным данным, летом в Молдавии задержали одного из лидеров Курдской рабочей партии и что в ответ на задержание курды могли устроить теракт в день игры. А октябрьский матч против Германии состоялся в Мюнхене в присутствии 65 тысяч болельщиков, 40 тысяч из которых были этническими турками и болели именно за гостей.
В отборочном цикле к чемпионату мира 2002 года Турция заняла 2-е место в группе, проиграв 5 сентября 2001 года у себя дома Швеции со счётом 1:2. Хотя турки открыли счёт на 51-й минуте, весь матч вынуждены были постоянно обороняться, а в концовке пропустили дважды и проиграли, позволив Швеции попасть на чемпионат мира с 1-го места в группе. В стыковых матчах Турция сыграла против Австрии: в первом стыковом матче, прошедшем в Вене на стадионе «Эрнст Хаппель», турки победили 1:0 при поддержке 20 тысяч представителей турецкой диаспоры из 48 с половиной тысяч болельщиков. В ответном матче Турция забила пять безответных мячей на стадионе «Али Сами Йен» и впервые с 1954 года прбилась в финальную часть чемпионата мира.
Возрастающий уровень турецкого футбола был подтверждён 3-м местом на том турнире: Турция вышла из группы с Бразилией, Коста-Рикой и ЮАР, в 1/8 финала обыграла Японию (1:0), в четвертьфинале — Сенегал (1:0 в овертайме по правилу «золотого гола»), в полуфинале проиграла Бразилии 0:1, а в матче за 3-е место победила сборную Республики Корея 3:2. На том матче Хакан Шукюр открыл счёт на 11-й секунде, забив самый быстрый гол в истории чемпионатов мира.
Летом 2003 Турция заняла 3-е место на Кубке конфедераций, на котором она с молодым, экспериментальным составом сыграла вничью с Бразилией, в результате чего бразильцы выбыли из турнира. Турки в полуфинале проиграли будущим победителям турнира, Франции, со счётом 2:3, не забив пенальти на последних минутах. В матче за третье место Турция обыграла Колумбию 2:1. На том турнире многие тогдашние лидеры не играли.

### Спад в середине 2000-х и беспорядки со стороны фанатов

#### Евро-2004
После серии успехов турецкая команда потерпела фиаско в отборочном турнире к чемпионату Европы 2004. Пропустив вперёд Англию с отрывом всего в одно очко, Турция вышла на сборную Латвии в стыковых матчах, прежде не доходившую никогда даже до этого этапа отборочных циклов чемпионата Европы или чемпионата мира в зоне УЕФА.
15 ноября 2003 года в матче на рижском «Сконто» команда Турции сенсационно проиграла латышам 0:1, пропустив единственный гол уже на 29-й минуте от Мариса Верпаковскиса. Этот матч ознаменовался для Турции серией скандалов: по словам игрока латышей Юриса Лайзанса, начало матча было задержано на 15 минут, поскольку туркам не понравилось подмёрзшее поле, и они стали демонстративно менять шипы на бутсах (температура воздуха составляла -2 градуса по Цельсию). После пропущенного гола турки стали чаще грубить и апеллировать к судье, за что получили шесть жёлтых карточек и одну красную: был удалён Эмре Ашик, который ударил Вита Римкуса локтем в лицо. А после финального свистка турки набросились на судью и устроили драку в подтрибунных помещениях с охраной, о чём стало известно со слов Юриса Лайзанса. По этому поводу КДК УЕФА даже назначил на 4 декабря разбирательство.
Турецкая пресса утверждала, что поражение не было обусловлено игрой команды, и жаловалась на предвзятое судейство: перед ответным матчем турки из-за множества дисциплинарных нарушений понесли серьёзные потери. В частности, они также лишились своего основного вратаря Рюштю Речбера, который получил жёлтую карточку за пререкания с арбитром, ставшую для него второй в отборочном цикле, и в ответном матче в ворота Турции встал Эмер Чаткич. Также из-за травмы не мог играть Йылдырай Баштюрк, а в сборную в самый последний момент был дозаявлен Хакан Шукюр.
Ответный матч состоялся 19 ноября на стадионе «Инёню»: забитый на 20-й минуте гол Ильханом Мансизом позволил сравнять счёт по сумме двух встреч, но большего турки по ходу первого тайма не создали. На 64-й минуте срочно вызванный в сборную Хакан Шукюр удвоил преимущество, но счёт 2:0, выводивший Турцию на Евро, удержался всего две минуты: Юрис Лайзанс прямым ударом со штрафного сократил разрыв, обеспечив Латвии возможность выйти за счёт правила гола на чужом поле. На 77-й минуте после того, как в игру ввёл мяч Александр Колинько, Марис Верпаковскис сравнял счёт, убежав от турецких соперников едва ли не с центральной линии поля и выведя Латвию вперёд по сумме двух матчей. Латыши удержали ничью и вышли в финальный этап Евро-2004, выбив Турцию. Хотя турецкие болельщики встретили гостей оглушительными свистом, после финального свистка они проводили победившую Латвию овациями.

#### ЧМ-2006
Турция играла в группе 2 европейской зоны отбора к чемпионату мира 2006 года в Германии: её соперниками по группе были Дания, Греция, Украина, Грузия, Албания и Казахстан. Турки заняли 2-е место, пропустив на первое Украину.
В серии плей-офф Турция играла против сборной Швейцарии. Первый матч в Берне на стадионе «Ванкдорф» закончился поражением 0:2, ставшим первым для Фатиха Терима после его возвращения в команду. Хотя болельщики в Интернете обвиняли турецкую сборную в неубедительной игре в Берне, пресса в ответ обвинила швейцарцев в неуважении к противнику, поскольку те якобы освистали турецкий гимн, а судью первой встречи Любоша Михела — в предвзятости. Наставник турецкой сборной Фатих Терим, который постоянно апеллировал к арбитру, заявил, что перед игрой турок поселили в гостинице, рядом с которой находилась дискотека: шум и громкая музыка мешали игрокам нормально спать. После матча в Берне он пообещал устроить швейцарцам в ответной встрече «горячий приём». В то же время по сообщению швейцарской газеты Le Matin, в Берне турки заняли свой автобус спустя 10 минут после прилёта и прибыли в гостиницу в сопровождении эскорта без каких-либо осложнений.
Ответный стыковой матч в Стамбуле на стадионе «Шюкрю Сараджоглу» проходил в напряжённой атмосфере. Ещё до начала встречи в стамбульском аэропорту швейцарцев турки встретили баннером «Добро пожаловать в ад — 5:0!», и швейцарцы смогли покинуть его только спустя два с лишним часа и лишь под присмотром полиции. Полиция с большим трудом сдерживала толпу, пытавшуюся прорваться в здание аэропорта, а сотрудники аэропорта затягивали проверку багажа и прохождение паспортного контроля. Автобус со швейцарцами был закидан помидорами, яйцами и несъедобными предметами, что пресса восприняла с крайним возмущением: отдельные болельщики даже выкрикивали угрозы расправы в адрес швейцарцев. В игровом плане надежду туркам придавали возвращение в команду дисквалифицированных Эмре Белезоглу и Хамита Алтынтопа, а также восстановившихся после травмы Йылдырая Баштюрка и Фатиха Текке. В то же время из-за травмы Хасана Шаша и дисквалификации Хюсейна гарантий победы с нужным счётом не было: также под вопросом было участие заболевшего гриппом Окана Бурука и получившего небольшую травму Нихата Кахветджи. Турецкая федерация призвала болельщиков избегать инцидентов, которые могли бы повлечь за собой дисциплинарные санкции.
Пропустив на первых минутах гол с пенальти после игры Алпая рукой (отличился Александр Фрай), турки сумели забить три ответных мяча: сначала Тунджай после розыгрыша стандарта замкнул головой навес, затем Хакан Шукюр после навеса к дальней штанге забил головой, а Тунджай добил мяч в сетку; на 52-й минуте Неджати реализовал пенальти, заработанный Серхатом. К 52-й минуте турки вели 3:1, и им нужен был ещё один гол для победы. Однако Марко Штреллер сумел отыграть один гол на 83-й минуте, и даже хет-трик от Тунджая оказался бесполезным. Победа 4:2 вывела Швейцарию на чемпионат мира по правилу голов на чужом поле, однако апофеоз этого матча наступил после финального свистка. Зрители стали бросаться на поле посторонними предметами, после чего швейцарские игроки ушли в подтрибунные помещения, а далее там завязалась драка: по заявлению игрока Йохана Лонфата, швейцарскую команду избивали и игроки турецкой сборной, и охранники. Швейцария и Турция обвинили друг друга в организации беспорядков и драк: рассматривался всерьёз вопрос дисквалификации сборной Турции и недопуска её к отборочному циклу чемпионата мира 2010 года.
Запечатлённые телевизионные кадры позволили восстановить картину событий. Как оказалось, сначала Беньямин Хуггель ударил ногой Мехмета Оздилека, члена тренерского штаба сборной Турции, а Алпай Озалан в ответ на это попытался ударить Марко Штреллера, попав кулаком в объектив телекамеры. Хуггель схватил Алпая за шею, что и стало поводом для драки.

### Бронза Евро-2008
Рассмотрение инцидента с дракой в подтрибунных помещениях в Стамбуле, которая произошла по окончании игры 16 ноября 2005 года против Швейцарии, завершилось в апреле 2006 года вынесением следующего решения: Алпай Озалан и Эмре Белезоглу получили шестиматчевую дисквалификацию (изначально она распространялась на игры отбора к ЧМ-2010), турецкую федерацию оштрафовали на 200 тысяч швейцарских франков, а сборную Турции обязали сыграть следующие шесть домашних матчей без зрителей и на нейтральном поле. Решение о снятии сборной с отбора на чемпионат мира 2010 года в итоге не было принято. Однако президент Федерации футбола Турции Халук Улусой заявил, что обжалует решение в Спортивном арбитражном суде.
Перед отборочным турниром сборную покинули Керимоглу Тугай и Окан Бурук, а с учётом травм ключевых игроков и дисквалификации двух хулиганов ситуация перед началом отбора в группе с Грецией, Боснией и Норвегией осложнялась. Однако победа над Норвегией 2:1 принесла Турции заветную путёвку на Евро 2008 со второго места в отборочной группе.
На сам финальный турнир Турция поехала без ряда игроков, включая Хакана Шукюра, Халила Алтынтопа, Йилдырая Баштюрка и других, но взяла несколько ветеранов чемпионата мира 2002 и Кубка конфедераций 2003. В стартовом матче они уступили португальцам 0:2, затем вырвали победу 2:1 на 92 минуте у швейцарцев, а в последней игре группового этапа, уступая 0:2, за 15 минут до конца матча трижды поразили ворота чехов и вырвали победу. Героями матча стали Арда Туран и Нихат Кахведжи (оформивший дубль). Даже удаление в конце встречи Волкана Демиреля, вратаря сборной, не напугало турок: защитник Тунджай Шанлы, заменявший вратаря, не вступал ни разу в игру.
В 1/4 финала турки играли с Хорватией: хорваты открыли счёт в конце овертайма, но спустя минуту турки сенсационно сравняли счёт. В серии пенальти они переиграли хорватов 3:1 и сенсационно вышли в полуфинал Евро-2008: это случилось благодаря стойким морально-волевым качествам игроков, несмотря на большое количество травм и дисквалификаций. Однако в полуфинале в тяжелейшем матче «янычары» уступили немцам 2:3, тем самым завоевав бронзу.

### Спад и последующие неудачи

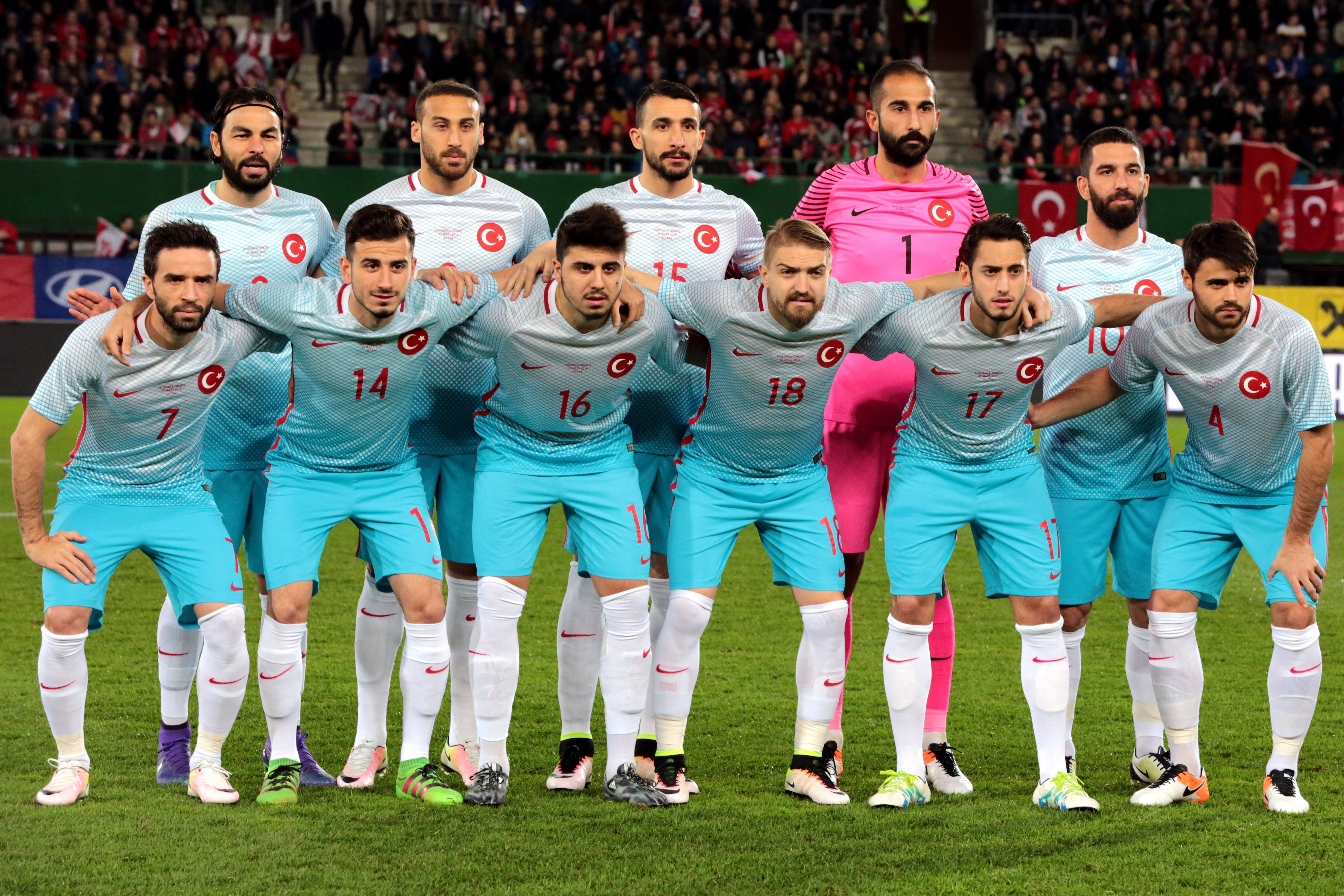
Сборная Турции в 2016 году

После триумфа на Евро-2008 Турция выступила в квалификационном раунде крайне неудачно: за несколько туров до конца турнира она потеряла теоретические шансы пробраться на первенство мира даже через стыковые матчи, уступив вторую строчку сборной Боснии и Герцеговины. Евро-2012 Турция пропустила, заняв 2-е место в группе после Германии и проиграв в стыковых матчах Хорватии. Аналогично завершилась неудачей кампания за выход на ЧМ-2014, где турки заняли четвёртое место в отборочной группе.
В отборе к Евро-2016 сборная Турции заняла третье место в группе, пропустив вперёд Чехию, Исландию и сенсационно оставив за бортом финальной части турнира бронзового призёра ЧМ-2014 Голландию, а также обойдя сборные Латвии и Казахстана. Из всех команд, занявших третьи места в группах, лучше показатели оказались у турок, только поэтому «янычары» получили прямую путёвку на континентальное первенство. В финальном этапе сборная Турции сыграла неважно, проиграв Хорватии 0:1 и действующему чемпиону Европы Испании 0:3 и лишь в последнем матче одолев Чехию 2:0. Турция заняла третье место в группе, но из-за худших показателей осталась без плей-офф. ЧМ-2018 Турция также пропустила, снова заняв четвёртое место.
Отбор на Евро-2020 сборная прошла довольно удачно, пропустив вперёд только действующих чемпионов мира французов, однако на самом турнире команда с треском провалилась. В матче открытия турнира команда Шенола Гюнеша потерпела крупное поражение от Италии 0:3 в Риме, после чего в Баку проиграла Уэльсу 0:2. В последнем матче группового этапа в Баку нужно было с крупным счётом обыгрывать Швейцарию, для шанса выхода в плей-офф хотя бы с 3-го места, однако команда проиграла 1:3 и с нулём очков завершила выступление на турнире на последнем месте в группе.
Отбор на ЧМ-2022 для Турции завершился на стадии стыковых матчей, когда она проиграла Португалии.

## Статистика выступлений в международных турнирах

### Чемпионаты мира
| Финальные турниры | Финальные турниры                           | Финальные турниры                           | Финальные турниры                           | Финальные турниры                           | Финальные турниры                           | Финальные турниры                           | Финальные турниры                           | Финальные турниры                           |                       | Отборочные турниры    | Отборочные турниры    | Отборочные турниры    | Отборочные турниры    | Отборочные турниры    | Отборочные турниры    | Отборочные турниры |
| Год               | Результат                                   | Место                                       | И                                           | В                                           | Н                                           | П                                           | ГЗ                                          | ГП                                          | Место                 | И                     | В                     | Н                     | П                     | ГЗ                    | ГП                    |                    |
| ----------------- | ------------------------------------------- | ------------------------------------------- | ------------------------------------------- | ------------------------------------------- | ------------------------------------------- | ------------------------------------------- | ------------------------------------------- | ------------------------------------------- | --------------------- | --------------------- | --------------------- | --------------------- | --------------------- | --------------------- | --------------------- | ------------------ |
| 1930              | Не участвовала                              | Не участвовала                              | Не участвовала                              | Не участвовала                              | Не участвовала                              | Не участвовала                              | Не участвовала                              | Не участвовала                              | Не участвовала        | Не участвовала        | Не участвовала        | Не участвовала        | Не участвовала        | Не участвовала        | Не участвовала        |                    |
| 1934              | Отказалась от участия                       | Отказалась от участия                       | Отказалась от участия                       | Отказалась от участия                       | Отказалась от участия                       | Отказалась от участия                       | Отказалась от участия                       | Отказалась от участия                       | Отказалась от участия | Отказалась от участия | Отказалась от участия | Отказалась от участия | Отказалась от участия | Отказалась от участия | Отказалась от участия |                    |
| 1938              | Не участвовала                              | Не участвовала                              | Не участвовала                              | Не участвовала                              | Не участвовала                              | Не участвовала                              | Не участвовала                              | Не участвовала                              | Не участвовала        | Не участвовала        | Не участвовала        | Не участвовала        | Не участвовала        | Не участвовала        | Не участвовала        |                    |
| 1950              | Квалифицировалась, но отказалась от участия | Квалифицировалась, но отказалась от участия | Квалифицировалась, но отказалась от участия | Квалифицировалась, но отказалась от участия | Квалифицировалась, но отказалась от участия | Квалифицировалась, но отказалась от участия | Квалифицировалась, но отказалась от участия | Квалифицировалась, но отказалась от участия | 1/2                   | 1                     | 1                     | 0                     | 0                     | 7                     | 0                     |                    |
| 1954              | Групповой этап                              | 9                                           | 3                                           | 1                                           | 0                                           | 2                                           | 10                                          | 11                                          | 1/2                   | 3                     | 1                     | 1                     | 1                     | 4                     | 6                     |                    |
| 1958              | Отказалась от участия                       | Отказалась от участия                       | Отказалась от участия                       | Отказалась от участия                       | Отказалась от участия                       | Отказалась от участия                       | Отказалась от участия                       | Отказалась от участия                       | Отказалась от участия | Отказалась от участия | Отказалась от участия | Отказалась от участия | Отказалась от участия | Отказалась от участия | Отказалась от участия |                    |
| 1962              | Не прошла квалификацию                      | Не прошла квалификацию                      | Не прошла квалификацию                      | Не прошла квалификацию                      | Не прошла квалификацию                      | Не прошла квалификацию                      | Не прошла квалификацию                      | Не прошла квалификацию                      | 2/3                   | 4                     | 2                     | 0                     | 2                     | 4                     | 4                     |                    |
| 1966              | Не прошла квалификацию                      | Не прошла квалификацию                      | Не прошла квалификацию                      | Не прошла квалификацию                      | Не прошла квалификацию                      | Не прошла квалификацию                      | Не прошла квалификацию                      | Не прошла квалификацию                      | 4/4                   | 6                     | 1                     | 0                     | 5                     | 4                     | 19                    |                    |
| 1970              | Не прошла квалификацию                      | Не прошла квалификацию                      | Не прошла квалификацию                      | Не прошла квалификацию                      | Не прошла квалификацию                      | Не прошла квалификацию                      | Не прошла квалификацию                      | Не прошла квалификацию                      | 3/3                   | 4                     | 0                     | 0                     | 4                     | 2                     | 13                    |                    |
| 1974              | Не прошла квалификацию                      | Не прошла квалификацию                      | Не прошла квалификацию                      | Не прошла квалификацию                      | Не прошла квалификацию                      | Не прошла квалификацию                      | Не прошла квалификацию                      | Не прошла квалификацию                      | 2/4                   | 6                     | 2                     | 2                     | 2                     | 5                     | 3                     |                    |
| 1978              | Не прошла квалификацию                      | Не прошла квалификацию                      | Не прошла квалификацию                      | Не прошла квалификацию                      | Не прошла квалификацию                      | Не прошла квалификацию                      | Не прошла квалификацию                      | Не прошла квалификацию                      | 3/4                   | 6                     | 2                     | 1                     | 3                     | 9                     | 5                     |                    |
| 1982              | Не прошла квалификацию                      | Не прошла квалификацию                      | Не прошла квалификацию                      | Не прошла квалификацию                      | Не прошла квалификацию                      | Не прошла квалификацию                      | Не прошла квалификацию                      | Не прошла квалификацию                      | 5/5                   | 8                     | 0                     | 0                     | 8                     | 1                     | 22                    |                    |
| 1986              | Не прошла квалификацию                      | Не прошла квалификацию                      | Не прошла квалификацию                      | Не прошла квалификацию                      | Не прошла квалификацию                      | Не прошла квалификацию                      | Не прошла квалификацию                      | Не прошла квалификацию                      | 5/5                   | 8                     | 0                     | 1                     | 7                     | 2                     | 24                    |                    |
| 1990              | Не прошла квалификацию                      | Не прошла квалификацию                      | Не прошла квалификацию                      | Не прошла квалификацию                      | Не прошла квалификацию                      | Не прошла квалификацию                      | Не прошла квалификацию                      | Не прошла квалификацию                      | 3/5                   | 8                     | 3                     | 1                     | 4                     | 12                    | 10                    |                    |
| 1994              | Не прошла квалификацию                      | Не прошла квалификацию                      | Не прошла квалификацию                      | Не прошла квалификацию                      | Не прошла квалификацию                      | Не прошла квалификацию                      | Не прошла квалификацию                      | Не прошла квалификацию                      | 5/6                   | 10                    | 3                     | 1                     | 6                     | 11                    | 19                    |                    |
| 1998              | Не прошла квалификацию                      | Не прошла квалификацию                      | Не прошла квалификацию                      | Не прошла квалификацию                      | Не прошла квалификацию                      | Не прошла квалификацию                      | Не прошла квалификацию                      | Не прошла квалификацию                      | 3/5                   | 8                     | 4                     | 2                     | 2                     | 21                    | 9                     |                    |
| 2002              | 3-е место                                   | 3                                           | 7                                           | 4                                           | 1                                           | 2                                           | 10                                          | 6                                           | 2/6*                  | 12                    | 8                     | 3                     | 1                     | 24                    | 8                     |                    |
| 2006              | Не прошла квалификацию                      | Не прошла квалификацию                      | Не прошла квалификацию                      | Не прошла квалификацию                      | Не прошла квалификацию                      | Не прошла квалификацию                      | Не прошла квалификацию                      | Не прошла квалификацию                      | 2/7**                 | 14                    | 7                     | 5                     | 2                     | 27                    | 11                    |                    |
| 2010              | Не прошла квалификацию                      | Не прошла квалификацию                      | Не прошла квалификацию                      | Не прошла квалификацию                      | Не прошла квалификацию                      | Не прошла квалификацию                      | Не прошла квалификацию                      | Не прошла квалификацию                      | 3/6                   | 10                    | 4                     | 3                     | 3                     | 13                    | 10                    |                    |
| 2014              | Не прошла квалификацию                      | Не прошла квалификацию                      | Не прошла квалификацию                      | Не прошла квалификацию                      | Не прошла квалификацию                      | Не прошла квалификацию                      | Не прошла квалификацию                      | Не прошла квалификацию                      | 4/6                   | 10                    | 5                     | 1                     | 4                     | 16                    | 9                     |                    |
| 2018              | Не прошла квалификацию                      | Не прошла квалификацию                      | Не прошла квалификацию                      | Не прошла квалификацию                      | Не прошла квалификацию                      | Не прошла квалификацию                      | Не прошла квалификацию                      | Не прошла квалификацию                      | 4/6                   | 10                    | 4                     | 3                     | 3                     | 14                    | 13                    |                    |
| 2022              | Не прошла квалификацию                      | Не прошла квалификацию                      | Не прошла квалификацию                      | Не прошла квалификацию                      | Не прошла квалификацию                      | Не прошла квалификацию                      | Не прошла квалификацию                      | Не прошла квалификацию                      | 2/6 **                | 11                    | 6                     | 3                     | 1                     | 27                    | 17                    |                    |
| Всего             | Лучший: 3-е место                           | Участие: 2/22                               | 10                                          | 5                                           | 1                                           | 4                                           | 20                                          | 17                                          |                       | 129                   | 49                    | 24                    | 56                    | 189                   | 189                   |                    |

- * — победила в стыковых матчах;
- ** — проиграла в стыковых матчах.

### Чемпионаты Европы
| Финальные турниры | Финальные турниры      | Финальные турниры      | Финальные турниры      | Финальные турниры      | Финальные турниры      | Финальные турниры      | Финальные турниры      | Финальные турниры      |              | Отборочные турниры | Отборочные турниры | Отборочные турниры | Отборочные турниры | Отборочные турниры | Отборочные турниры | Отборочные турниры |
| Год               | Результат              | Место                  | И                      | В                      | Н                      | П                      | ГЗ                     | ГП                     | Место        | И                  | В                  | Н                  | П                  | ГЗ                 | ГП                 |                    |
| ----------------- | ---------------------- | ---------------------- | ---------------------- | ---------------------- | ---------------------- | ---------------------- | ---------------------- | ---------------------- | ------------ | ------------------ | ------------------ | ------------------ | ------------------ | ------------------ | ------------------ | ------------------ |
| 1960              | Не прошла квалификацию | Не прошла квалификацию | Не прошла квалификацию | Не прошла квалификацию | Не прошла квалификацию | Не прошла квалификацию | Не прошла квалификацию | Не прошла квалификацию | 1/8 финала   | 2                  | 1                  | 0                  | 1                  | 2                  | 3                  |                    |
| 1964              | Не прошла квалификацию | Не прошла квалификацию | Не прошла квалификацию | Не прошла квалификацию | Не прошла квалификацию | Не прошла квалификацию | Не прошла квалификацию | Не прошла квалификацию | Первый раунд | 2                  | 0                  | 0                  | 2                  | 0                  | 7                  |                    |
| 1968              | Не прошла квалификацию | Не прошла квалификацию | Не прошла квалификацию | Не прошла квалификацию | Не прошла квалификацию | Не прошла квалификацию | Не прошла квалификацию | Не прошла квалификацию | 4/4          | 6                  | 1                  | 2                  | 3                  | 3                  | 8                  |                    |
| 1972              | Не прошла квалификацию | Не прошла квалификацию | Не прошла квалификацию | Не прошла квалификацию | Не прошла квалификацию | Не прошла квалификацию | Не прошла квалификацию | Не прошла квалификацию | 3/4          | 6                  | 2                  | 1                  | 3                  | 5                  | 13                 |                    |
| 1976              | Не прошла квалификацию | Не прошла квалификацию | Не прошла квалификацию | Не прошла квалификацию | Не прошла квалификацию | Не прошла квалификацию | Не прошла квалификацию | Не прошла квалификацию | 3/4          | 6                  | 2                  | 2                  | 2                  | 5                  | 10                 |                    |
| 1980              | Не прошла квалификацию | Не прошла квалификацию | Не прошла квалификацию | Не прошла квалификацию | Не прошла квалификацию | Не прошла квалификацию | Не прошла квалификацию | Не прошла квалификацию | 2/4          | 6                  | 3                  | 1                  | 2                  | 5                  | 5                  |                    |
| 1984              | Не прошла квалификацию | Не прошла квалификацию | Не прошла квалификацию | Не прошла квалификацию | Не прошла квалификацию | Не прошла квалификацию | Не прошла квалификацию | Не прошла квалификацию | 4/5          | 8                  | 3                  | 1                  | 4                  | 8                  | 16                 |                    |
| 1988              | Не прошла квалификацию | Не прошла квалификацию | Не прошла квалификацию | Не прошла квалификацию | Не прошла квалификацию | Не прошла квалификацию | Не прошла квалификацию | Не прошла квалификацию | 4/4          | 6                  | 0                  | 2                  | 4                  | 2                  | 16                 |                    |
| 1992              | Не прошла квалификацию | Не прошла квалификацию | Не прошла квалификацию | Не прошла квалификацию | Не прошла квалификацию | Не прошла квалификацию | Не прошла квалификацию | Не прошла квалификацию | 4/4          | 6                  | 0                  | 0                  | 6                  | 1                  | 14                 |                    |
| 1996              | Групповой этап         | 16                     | 3                      | 0                      | 0                      | 3                      | 0                      | 5                      | 2/5          | 8                  | 4                  | 3                  | 1                  | 16                 | 8                  |                    |
| 2000              | 1/4 финала             | 6                      | 4                      | 1                      | 1                      | 2                      | 3                      | 4                      | 2/5*         | 10                 | 5                  | 4                  | 1                  | 16                 | 7                  |                    |
| 2004              | Не прошла квалификацию | Не прошла квалификацию | Не прошла квалификацию | Не прошла квалификацию | Не прошла квалификацию | Не прошла квалификацию | Не прошла квалификацию | Не прошла квалификацию | 2/5**        | 10                 | 6                  | 2                  | 2                  | 19                 | 8                  |                    |
| 2008              | 1/2 финала             | 3                      | 5                      | 2                      | 1***                   | 2                      | 8                      | 9                      | 2/7          | 12                 | 7                  | 3                  | 2                  | 25                 | 11                 |                    |
| 2012              | Не прошла квалификацию | Не прошла квалификацию | Не прошла квалификацию | Не прошла квалификацию | Не прошла квалификацию | Не прошла квалификацию | Не прошла квалификацию | Не прошла квалификацию | 2/6**        | 12                 | 5                  | 3                  | 4                  | 13                 | 14                 |                    |
| 2016              | Групповой этап         | 17                     | 3                      | 1                      | 0                      | 2                      | 2                      | 4                      | 3/6          | 10                 | 5                  | 3                  | 2                  | 14                 | 9                  |                    |
| 2020              | Групповой этап         | 24                     | 3                      | 0                      | 0                      | 3                      | 1                      | 8                      | 2/6          | 10                 | 7                  | 2                  | 1                  | 18                 | 3                  |                    |
| 2024              | 1/4 финала             |                        | 5                      | 3                      | 0                      | 2                      | 8                      | 8                      | 1/5          | 8                  | 5                  | 2                  | 1                  | 14                 | 7                  |                    |
| Всего             | Лучший:1/2 финала      | Участие: 6/17          | 23                     | 6                      | 2                      | 14                     | 22                     | 38                     |              | 128                | 56                 | 31                 | 41                 | 166                | 159                |                    |

- * — выиграла в стыковых матчах;
- ** — проиграла в стыковых матчах;
- *** — выиграла по пенальти.

### Кубки конфедераций
| Кубки конфедераций | Кубки конфедераций | Кубки конфедераций | Кубки конфедераций | Кубки конфедераций | Кубки конфедераций | Кубки конфедераций | Кубки конфедераций | Кубки конфедераций |
| Год                | Результат          | Место              | И                  | В                  | Н                  | П                  | ГЗ                 | ГП                 |
| ------------------ | ------------------ | ------------------ | ------------------ | ------------------ | ------------------ | ------------------ | ------------------ | ------------------ |
| 1997               | Не участвовала     | Не участвовала     | Не участвовала     | Не участвовала     | Не участвовала     | Не участвовала     | Не участвовала     | Не участвовала     |
| 1999               | Не участвовала     | Не участвовала     | Не участвовала     | Не участвовала     | Не участвовала     | Не участвовала     | Не участвовала     | Не участвовала     |
| 2001               | Не участвовала     | Не участвовала     | Не участвовала     | Не участвовала     | Не участвовала     | Не участвовала     | Не участвовала     | Не участвовала     |
| 2003               | 3-е место          | 3                  | 5                  | 2                  | 1                  | 2                  | 8                  | 8                  |
| 2005               | Не участвовала     | Не участвовала     | Не участвовала     | Не участвовала     | Не участвовала     | Не участвовала     | Не участвовала     | Не участвовала     |
| 2009               | Не участвовала     | Не участвовала     | Не участвовала     | Не участвовала     | Не участвовала     | Не участвовала     | Не участвовала     | Не участвовала     |
| 2013               | Не участвовала     | Не участвовала     | Не участвовала     | Не участвовала     | Не участвовала     | Не участвовала     | Не участвовала     | Не участвовала     |
| 2017               | Не участвовала     | Не участвовала     | Не участвовала     | Не участвовала     | Не участвовала     | Не участвовала     | Не участвовала     | Не участвовала     |
| Всего              | Лучший: 3-е место  | Участие: 1/8       | 5                  | 2                  | 1                  | 2                  | 8                  | 8                  |

## Текущий состав
Следующие игроки были вызваны в состав сборной главным тренером Винченцо Монтеллой для участия в товарищеских матчах против сборных США и Мексики, которые прошли 7 и 11 июня 2025 года.
Игры и голы приведены по состоянию на 15 июня 2025 года:
| 1  | Вр  | Алтай Байындыр     | 14 апреля 1998 (27 лет)   | 10 | -14 | Манчестер Юнайтед   |  |  |
| 12 | Вр  | Берке Озер         | 25 мая 2000 (25 лет)      | 2  | -2  | Эюпспор             |  |  |
| 23 | Вр  | Мухаммед Шенгезер  | 5 января 1997 (28 лет)    | 0  | -0  | Истанбул Башакшехир |  |  |
|    |     |                    |                           |    |     |                     |  |  |
| 2  | Защ | Зеки Челик         | 17 февраля 1997 (28 лет)  | 54 | 2   | Рома                |  |  |
| 3  | Защ | Мерих Демирал      | 5 марта 1998 (27 лет)     | 55 | 4   | Аль-Ахли            |  |  |
| 4  | Защ | Чалар Сёюнджю      | 23 мая 1996 (29 лет)      | 58 | 2   | Фенербахче          |  |  |
| 13 | Защ | Эрен Элмалы        | 7 июля 2000 (25 лет)      | 17 | 0   | Галатасарай         |  |  |
| 14 | Защ | Самет Акайдин      | 13 марта 1994 (31 год)    | 14 | 1   | Ризеспор            |  |  |
| 15 | Защ | Юсуф Акчичек       | 25 января 2006 (19 лет)   | 2  | 0   | Фенербахче          |  |  |
| 18 | Защ | Мерт Мюлдюр        | 3 апреля 1999 (26 лет)    | 36 | 2   | Фенербахче          |  |  |
| 22 | Защ | Каан Айхан         | 10 ноября 1994 (30 лет)   | 71 | 5   | Галатасарай         |  |  |
| 23 | Защ | Мустафа Эскихеллач | 5 мая 1997 (28 лет)       | 2  | 0   | Трабзонспор         |  |  |
|    |     |                    |                           |    |     |                     |  |  |
| 5  | ПЗ  | Окай Йокушлу       | 9 марта 1994 (31 год)     | 47 | 1   | Трабзонспор         |  |  |
| 6  | ПЗ  | Оркун Кёкчю        | 29 декабря 2000 (24 года) | 41 | 3   | Бенфика             |  |  |
| 10 | ПЗ  | Арда Гюлер         | 25 февраля 2005 (20 лет)  | 21 | 5   | Реал Мадрид         |  |  |
| 16 | ПЗ  | Исмаил Юксек       | 26 января 1999 (26 лет)   | 25 | 1   | Фенербахче          |  |  |
| 17 | ПЗ  | Ирфан Кахведжи     | 15 июля 1995 (30 лет)     | 41 | 5   | Фенербахче          |  |  |
| 21 | ПЗ  | Джан Узун          | 11 ноября 2005 (19 лет)   | 3  | 0   | Айнтрахт            |  |  |
| 25 | ПЗ  | Демир Тыкназ       | 17 августа 2004 (20 лет)  | 1  | 0   | Риу Аве             |  |  |
|    |     |                    |                           |    |     |                     |  |  |
| 7  | Нап | Керем Актюркоглу   | 21 октября 1998 (26 лет)  | 44 | 12  | Бенфика             |  |  |
| 8  | Нап | Ахмед Кутуджу      | 1 марта 2000 (25 лет)     | 3  | 0   | Галатасарай         |  |  |
| 9  | Нап | Барыш Йылмаз       | 23 мая 2000 (25 лет)      | 28 | 2   | Галатасарай         |  |  |
| 11 | Нап | Кенан Йылдыз       | 4 мая 2005 (20 лет)       | 21 | 2   | Ювентус             |  |  |
| 19 | Нап | Дениз Гюль         | 2 июля 2004 (21 год)      | 3  | 0   | Порту               |  |  |
| 20 | Нап | Огуз Айдын         | 27 октября 2000 (24 года) | 4  | 0   | Фенербахче          |  |  |

## Форма
Традиционные цвета сборной Турции — красный и белый. На форме, как правило, изображаются полумесяц и звезда с флага Турции.

### Домашняя
| 1990—1994 | 1994—1996 | 1996—1997 · Евро-1996 | 1998—1999 | 2000—2001 · Евро-2000 | 2002—2003 · ЧМ-2002   | 2003 · КК-2003 | 2004—2005              | 2006—2007 | 2008—2009 · Евро-2008 |
| 2010—2011 | 2012—2015 | 2016 · Евро-2016      | 2017      | 2018—2020             | 2020—2022 · Евро-2020 | 2022—2024      | 2024—н. в. · Евро-2024 |           |                       |

### Гостевая
| 1990—1994                         | 1994—1996 | 1996—1997 · Евро-1996 | 1998—1999                       | 2000—2001 · Евро-2000         | 2002—2003 · ЧМ-2002 | 2003 · КК-2003 | 2004—2005             | 2006—2007 | 2008—2009 · Евро-2008  |
| Евро-2008 · игра против Швейцарии | 2010—2011 | 2012—2015             | Евро-2016 · игра против Испании | Евро-2016 · игра против Чехии | 2016—2017           | 2018—2020      | 2020—2022 · Евро-2020 | 2022—2024 | 2024—н. в. · Евро-2024 |

## Рекорды
| Позиция | Игрок            | Матчей | Период     |
| ------- | ---------------- | ------ | ---------- |
| 1       | Рюштю Речбер     | 120    | 1994—2012  |
| 2       | Хакан Шукюр      | 112    | 1992—2008  |
| 3       | Бюлент Коркмаз   | 102    | 1990—2005  |
| 4       | Эмре Белёзоглу   | 101    | 2000—2020  |
| 5       | Арда Туран       | 100    | 2006—2017  |
| 6       | Хакан Чалханоглу | 97     | 2013—н. в. |
| 7       | Тугай Керимоглу  | 94     | 1990—2007  |
| 8       | Алпай Озалан     | 90     | 1995—2005  |
| 9       | Хамит Алтынтоп   | 82     | 2004—2014  |
| 10      | Мехмет Топал     | 81     | 2003—2018  |

| Позиция | Игрок                 | Голы | Период     |
| ------- | --------------------- | ---- | ---------- |
| 1       | Хакан Шукюр           | 51   | 1992—2008  |
| 2       | Бурак Йылмаз          | 31   | 2006—2022  |
| 3       | Тунджай Санли         | 22   | 2002—2010  |
| 4—5     | Дженк Тосун           | 21   | 2013—н. в. |
| 4—5     | Лефтер Кючюкандонядис | 21   | 1948—1963  |
| 6—9     | Хакан Чалханоглу      | 19   | 2013—н. в. |
| 6—9     | Нихат Кахведжи        | 19   | 2000—2010  |
| 6—9     | Метин Октай           | 19   | 1956—1968  |
| 6—9     | Джемиль Туран         | 19   | 1969—1979  |
| 10      | Арда Туран            | 17   | 2006—2017  |